# 旧县街道 (重庆市)
旧县街道，是中华人民共和国重庆市铜梁区下辖的一个乡镇级行政单位。

## 行政区划
旧县街道下辖以下地区：
万寿社区、金钟社区、人和社区、长河村、大观村、永兴村、金钟村、檬梓村、石砚村、四龙村、宋坪村、双兴村、箭高村、丁家村、九塘村、中峰村、龙洞村、永清村、祝家村和白果村。